# Václav Jan Tomásek

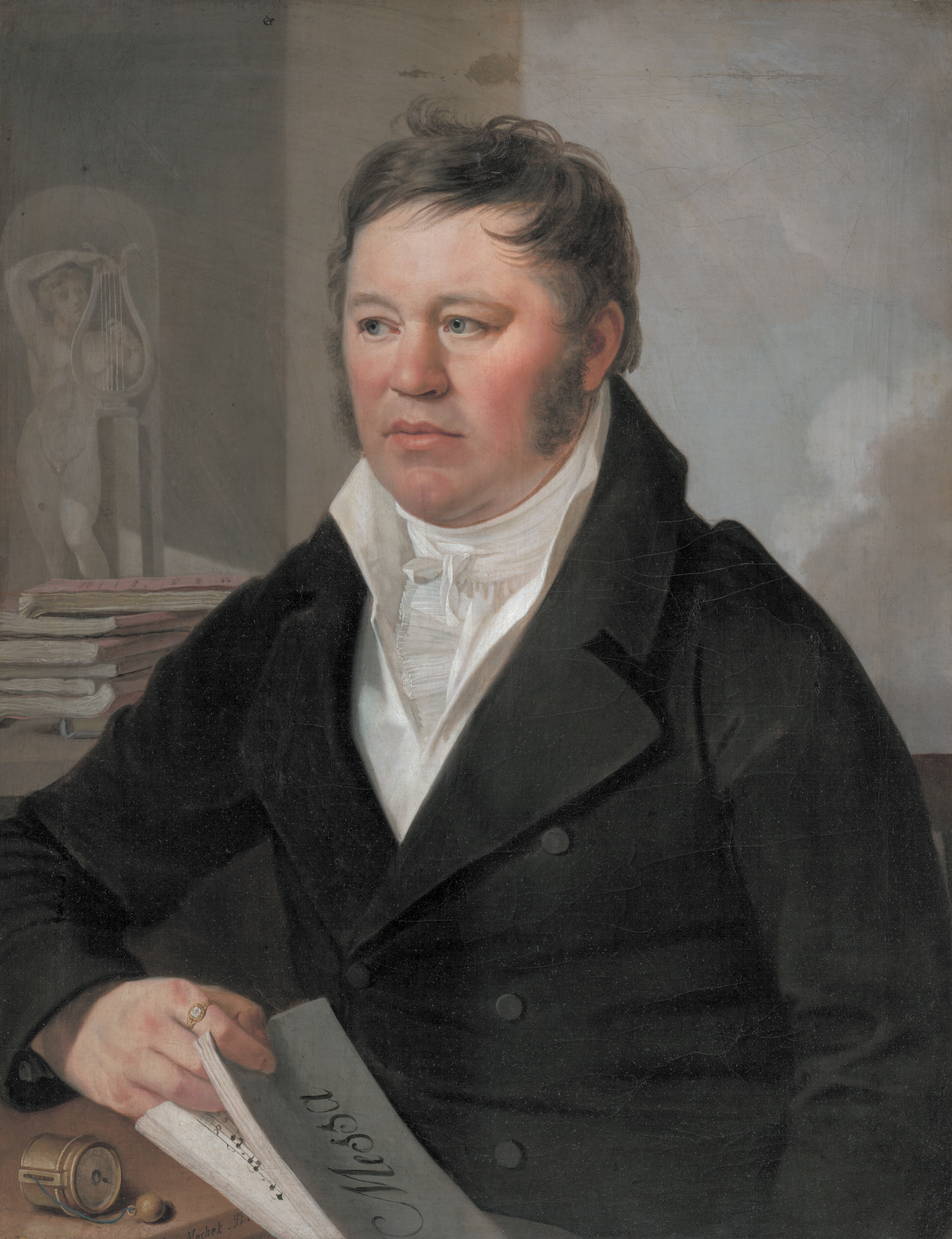
Václav Jan Křtitel Tomášek

Václav Jan Tomásek (1774-1850), también conocido como Wenzel Johann Tomaschek, o Václav Tomášek, fue un compositor, pedagogo y pianista checo.

## Vida
Václav Jan Tomásek fue uno de los profesores de piano más importantes de Praga y siempre fue un autodidacta. La educación musical básica se la proporcionó el maestro de capilla de Chrudim.
Tomásek terminó viviendo en una casa espaciosa, de moda en Praga, pero él comenzó como el hijo pobre de un comerciante de telas provincial sin éxito aunque se las arregló para estudiar violín y canto en la escuela cuando era niño. Su entusiasmo por la música le llevó a comprender pronto las bases de la teoría musical y de la composición, aprendió a tocar el fortepiano y comenzó a dar clases a los hijos de las familias nobles. Asistió a la escuela secundaria en Praga y durante los años 1794-1799 estudió varios temas no musicales (matemáticas, filosofía, historia) en la Universidad Charles. Aprendió los fundamentos de la música en su tiempo libre mediante la lectura de tratados; durante su etapa universitaria comenzó a escribir pequeños bailes y canciones y tocar el piano en los salones de clase media alta, donde reclutó estudiantes de música mientras daba clases con Vogler y Forkel (de los que toma las figuras de Bach y Mozart en su panteón de la mayoría de los compositores admirados). 
Afectado por una actuación de Don Giovanni Tomásek llevaría la estética Mozartiana a la música del siglo XIX en Praga aunque con un brillo ligeramente actualizado similar a la de Hummel (Recargada, sarcástica y arrogante), Tomásek fue la figura principal en la vida musical de Praga, conocido no solo por sus obras para piano y canciones, sino también por su enseñanza (Voříšek y Hanslick estaban entre sus estudiantes más exitosos).
Gracias al éxito de  G.A. Bürger's ballad "Lenore" en 1806 consiguió un puesto como compositor y maestro de música de la familia del conde Georg Buquoy. Sus deberes no eran muy exigentes y durante los siguientes 18 años iba a componer y viajar mucho. De hecho, estos fueron los años más productivos de Tomášek como compositor.El noble le ofreció empleo como compositor y profesor de música de su familia con un buen sueldo.
Este período terminó alrededor de 1824, cuando Tomásek dejó el servicio del conde al  casarse con una de sus alumnas (Wilhelmina Ebert),Su mujer fue una excelente pianista y la casa familiar se convirtió pronto en un importante centro musical de la ciudad, donde todas las semanas se reunían artistas, músicos y compositores: un centro de reunión al que acudía gente como Héctor Berlioz, Niccolo Paganini, Clara Schumann o un joven llamado Richard Wagner.Fundó su propia escuela musical que competía con éxito con el Conservatorio Musical de Praga.
El matrimonio se vino abajo el plazo de dos años, aunque no terminó formalmente. La escuela iba bien pero Tomásek bajó su producción. No volvió a ser el mismo hasta la muerte de su esposa en 1836. En esa época sus conciertos de salón los lunes por la noche se convirtieron en un fijo de la vida musical de Praga. Realizó su propia música, supervisó las discusiones, y dio la bienvenida a diferentes  visitantes, entre ellos Berlioz, Paganini, y Wagner. Tomásek También se hizo amigo de las personas que intentan desarrollar el nacionalismo checo en la música local aunque nunca siguió su camino. En cambio, él pasó sus últimos años de continuar enseñando y actuando como un escritor de viajes para las publicaciones locales.
Tomásek falleció en 1850 en Praga, habiendo sido el músico más significativo de la ciudad y la más respetada autoridad musical checa de la primera mitad del siglo XIX.

## Estilo
Sus composiciones destacan por su atención a la melodía, su invención y talento poético. Su estilo, clásico en las primeras, va siendo poco a poco influenciado por el recién aparecido romanticismo.
Escribió 114 obras numeradas, incluyendo 2 conciertos para piano, casi 100 canciones, 3 obras sinfónicas y de cámara, la ópera "Seraphine" y música religiosa: dos misas y su 'Réquiem'.
Sus poéticas miniaturas para piano, églogas, rapsodias y ditirambos, que constituyen un importante vínculo entre la música clásica checa y la obra de Smetana, anticipan algunas obras pianísticas de Schubert, Schumann y Chopin.
No menos relevantes son sus canciones, de las que escribió no menos de un centenar, a partir de textos checos y alemanes. 
Cuatro decenas de estas se inspiran en los poemas líricos de Goethe. El poeta alemán acogió cálidamente estos trabajos y se sintió tan complacido por la iniciativa de Tomásek que insistió en un encuentro personal, encuentro que se realizó en el balneario checo de Mariánské Lázne.
El compositor se refirió más tarde a su idea de musicalizar la poesía de Goethe afirmando que "el carácter superficial del gusto generalizado me obligó a buscar inspiración en la poesía. No hice nada más que intentar traducir la magia de la poesía al lenguaje musical".
Los citados dos conciertos para piano, en do mayor y en mi bemol mayor, fueron compuestos entre 1803 y 1805, y siguen aún los dictados clásicos en su estructura formal, concepción de las partes para solo y orquestales y demandas técnicas.

## Obras
Sus obras más conocidas son la Misa solemne en do mayor, escrita en 1836 para la coronación de Fernando V de Bohemia, y el Réquiem en do menor, de 1820, inspirado como otros réquiem de diversos autores (Mozart, Schubert, Verdi y otros) en una experiencia personal: en el caso de Tomasek el desastre provocado por el desbordamiento del río Ohře, en Bohemia.
En 1823-1824, fue uno de los 50 compositores que hicieron una variación del vals de Anton Diabelli para Vaterländischer Künstlerverein.

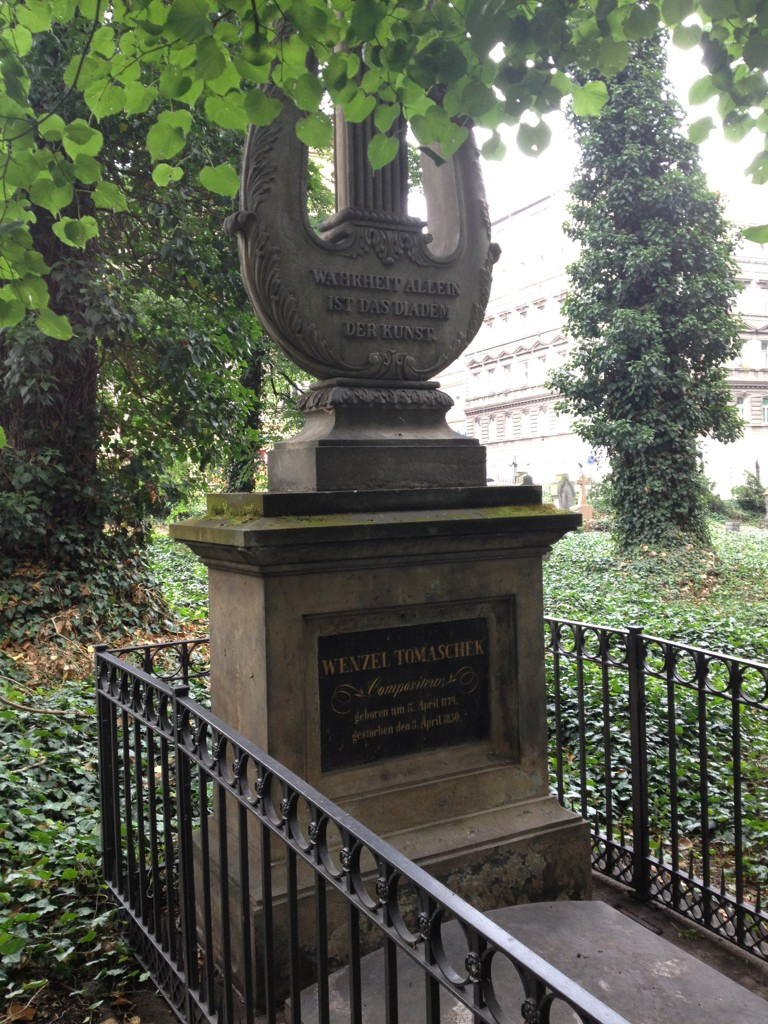
Tumba del compositor

## Trabajos realizados
Piano:
- Seis sonatas
- Églogas (7 partes, 1807–1823)
- Rapsodias (3 partes, 1810–ca. 1840)
- Ditirambos (1818)

Cámara:
- Gran trío para violín, viola y piano (1800)
- Contrapunto cuarteto de cuerdas (1805)

Orquesta:
- Sinfonía en Do mayor (1801)
- Sinfonía en Mi bemol mayor (1805)
- Sinfonía en Re mayor (1807)
- Dos conciertos para piano

Canciones:
- Lenora (balada, 1805)
- Seis canciones (1813)
- Canciones para los poemas de Goethe (1815)

Operas:
- Seraphine (1811)
- Álvaro

- Datos: Q918645
- Multimedia: Václav Jan Křtitel Tomášek / Q918645